# Palaua mollendoensis
Palaua mollendoensis är en malvaväxtart som beskrevs av Ulbrich. Palaua mollendoensis ingår i släktet Palaua och familjen malvaväxter. Inga underarter finns listade i Catalogue of Life.